# Anita Lasker-Wallfisch
Anita Lasker-Wallfisch (Breslavia, 17 luglio 1925) è una violoncellista tedesca nata quando Breslavia, poi divenuta polacca, apparteneva alla Germania. È una delle ultime sopravvissute dell'orchestra femminile di Auschwitz.

## Storia
Anita Lasker è nata a Breslavia quando la città apparteneva alla Germania. Figlia di Edith ed Alfons Lasker (lo zio fu il noto scacchista Edward Lasker), è l'ultima di tre sorelle. Sin da giovane ha iniziato a studiare musica.

### La persecuzione nazista
La famiglia Lasker, essendo di origine ebraico-tedesca, iniziò a subire discriminazioni a partire dal 1933, ma poiché il loro padre aveva combattuto al fronte durante la prima guerra mondiale ed aveva ottenuto la Croce di Ferro, pensò di poter godere di un certo grado di immunità dalla persecuzione nazista. Tuttavia le cose peggiorarono ed i genitori, nel 1939, riuscirono a far arrivare la sorella maggiore Marianne in Inghilterra, mentre le due sorelle minori, Renate e Anita, rimasero coi genitori a Breslavia.
Nel 1942 i genitori furono deportati e poi assassinati. Renate e Anita vennero costrette a lavorare in una cartiera mentre erano ospitate in un orfanotrofio. Tentarono la fuga, ma vennero fermate. Anita fu internata nel campo di concentramento di Auschwitz nel dicembre del 1943. Immediatamente dopo il suo arrivo, sapendo che era una musicista, le fu ordinato di suonare il violoncello in un gruppo ridotto diretto da Alma Rosé. 

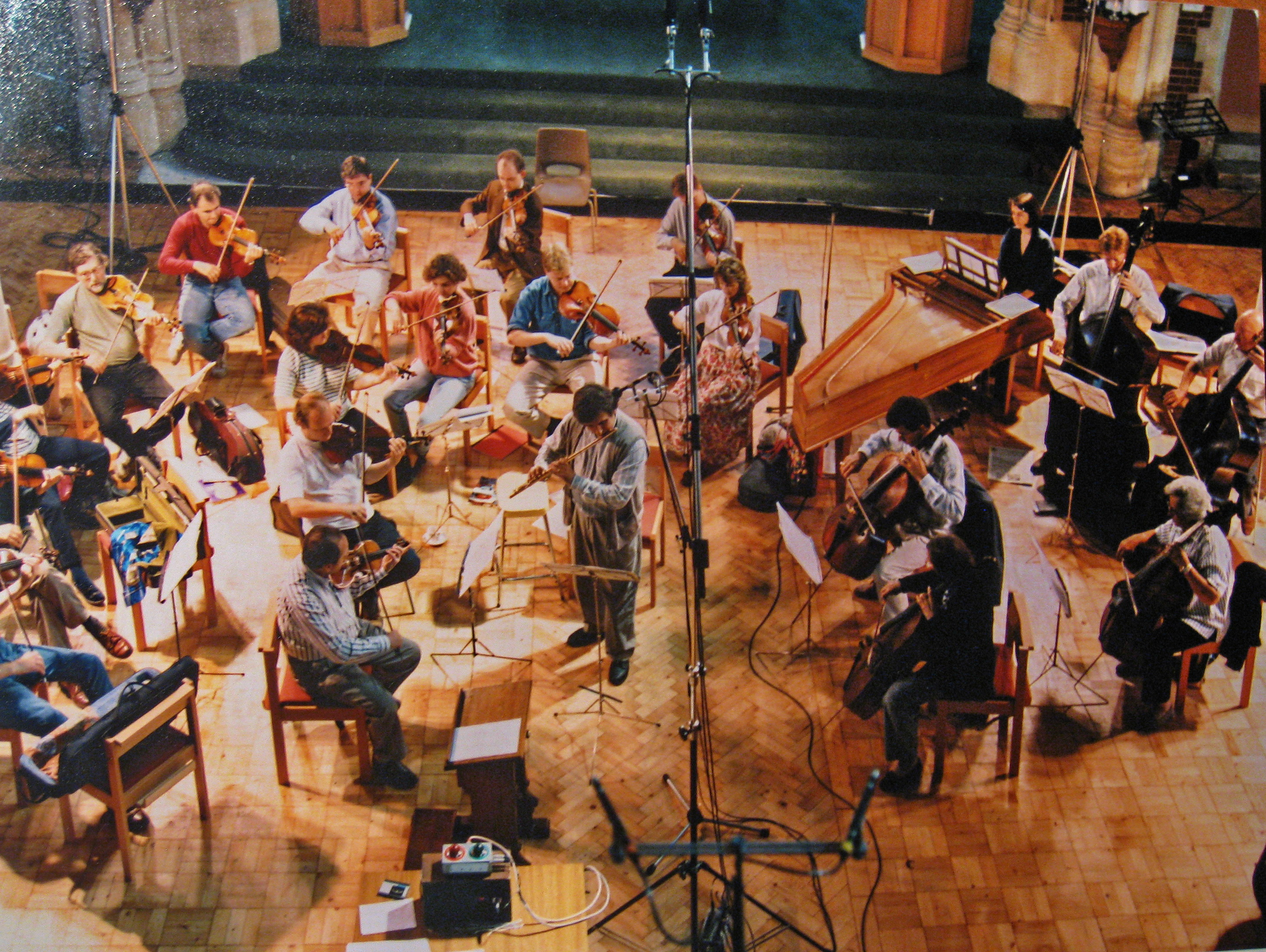
English Chamber Orchestra

In seguito anche Renate venne deportata ad Auschwitz e le sorelle si ritrovarono. Nel 1944 vennero trasferite nel campo di concentramento di Bergen-Belsen, dove le condizioni per gli internati erano molto peggiori a causa del sovraffollamento, con numerosi decessi causati dalla malnutrizione. Anita fu testimone anche di casi di cannibalismo. 
Con lei vennero trasferite undici musiciste dell'ex orchestra di Auschwitz.
Il 15 aprile 1945 le truppe britanniche liberarono il campo.

### Nel secondo dopoguerra
Nel 1946 emigrò prima in Belgio poi in Gran Bretagna. Fu cofondatrice della English Chamber Orchestra nella quale è rimasta come violoncellista fino alla fine del XX secolo.
Ha fatto carriera come musicista ed ha sposato il pianista Peter Wallfisch, anche lui cofondatore della English Chamber Orchestra e mancato nel 1993. Hanno avuto bisogno entrambi di molto tempo prima di essere in grado di raccontare le loro esperienze nel campo di concentramento.

### Impegno per conservare la memoria
Nel 1994, dopo la morte del marito, è tornata in Germania, dalla quale mancava da quasi 50 anni, per una tournée. Da allora testimonia la tragedia personale vissuta nel periodo nazista visitando scuole tedesche e austriache per parlare e spiegare le sue esperienze. Nel 1996 ha pubblicato il suo memoriale Inherit the Truth, tradotto in italiano col titolo Ereditate la verità: memorie di una violoncellista ad Auschwitz.
Nel 2018 ha fatto un discorso commemorativo al Bundestag nel 73º anniversario della liberazione di Auschwitz. 
In dicembre 2019 Anita Lasker ha preso parte ad un filmato (dal titolo "60 minutes" per la sua durata) nel quale Francesco Lotoro ha suonato al pianoforte musiche composte dall'Orchestra femminile di Auschwitz, raccolte e preservate da lui stesso.

## Documentari
Sin dal 1985 Anita Lasker è apparsa in numerosi documentari nei quali ha ricordato la sua esperienza di superstite dell'Olocausto:
- A Painful Reminder: Evidence for All Mankind, regia di Brian Blake (1985)
- Playing to Survive, regia di Teresa Smith (1996) - episodio della serie The Works
- La chaconne d'Auschwitz, regia di Michel Daeron (1999) - episodio della serie Hors Série
- Nur gemeinsam konnten wir überleben (2001) - episodio della serie Boulevard Bio
- Anita Lasker-Wallfisch (2005) - episodio della serie HARDtalk Extra
- Die Erben des Faschismus - Von alten und neuen Nazis (2006) - episodio della serie West.art am Sonntag
- Stephen Fry on Wagner, regia di Patrick McGrady (2010)
- Die letzten Zeitzeugen - Gerät Auschwitz in Vergessenheit?, regia di Markus Kleusch (2012) - episodio della serie Günther Jauch
- Benjamin Britten: Peace and Conflict, regia di Tony Britten (2013)
- Warwick Davis: The Seven Dwarfs of Auschwitz, regia di Ursula Macfarlane (2013) - episodio della serie Perspectives
- The Lady in Number 6: Music Saved My Life, regia di Malcolm Clarke (2013)
- Night Will Fall, regia di André Singer (2014)
- Markus Lanz Show - 20 January 2015 (2015) - episodio della serie Markus Lanz
- The Queen's Longest Reign: Elizabeth & Victoria, regia di Sally Norris (2015)
- Wir sind Juden aus Breslau, regia di Karin Kaper e Dirk Szuszies (2016)
- The Last Survivors, regia di Arthur Cary (2019) - episodio della serie Frontline
- We Shall Not Die Now, regia di Ashton Gleckman (2019)
- A Central Ally / The Lost Music (2019) - episodio della serie 60 Minutes